# Placa de Cocos

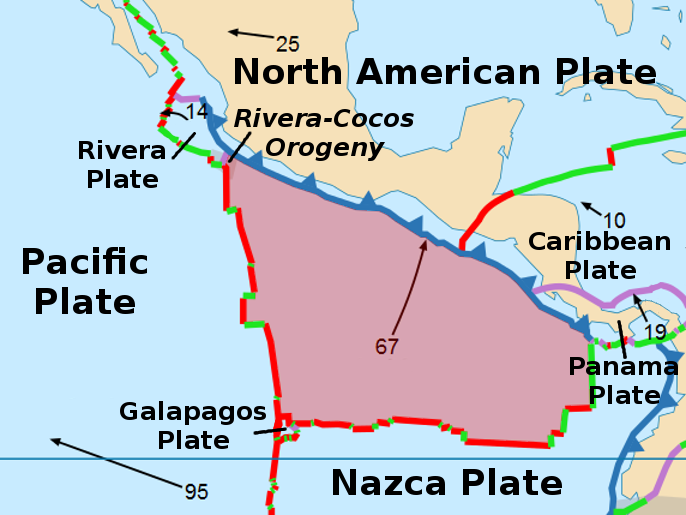
Placa de Cocos

Placa de Cocos é uma placa tectónica oceânica localizada no oceano Pacífico, à oeste da América Central. Foi criada por um desprendimento de placa (da placa do Pacífico), gerando o que os geólogos chamam de sistema de Cocos-Nazca. Tem uma área de 2,9 milhões de quilômetros quadrados.
Depois da fissura, a placa foi empurrada para leste, fundindo-se em algumas partes com a placa do Caribe, num processo chamado subducção. Como consequência, a subducção influiu na astenosfera, abrindo saídas para o magma do interior, criando fileiras de vulcões na Costa Rica, Guatemala e México. Outro resultado são os terremotos recentes.